# Berga (Szwecja)
Berga – miejscowość (tätort) w Szwecji, w regionie administracyjnym (län) Kalmar, w gminie Högsby.
Według danych Szwedzkiego Urzędu Statystycznego liczba ludności wyniosła: 713 (31 grudnia 2015), 788 (31 grudnia 2018) i 769 (31 grudnia 2019).